# JTBC
JTBC(제이티비씨)는 유료 플랫폼으로 방송하는 대한민국의 종합편성채널이다. 
본사는 서울특별시 마포구 상암산로 76 (상암동)에 있다.

## 역사

### 설립 초기
1980년 말 신군부의 언론 통폐합 정책으로 당시 중앙일보와 같은 삼성의 계열사였던 동양방송(TBC)이 폐국되어 자산 일체가 KBS에 몰수당한 이후, 중앙일보는 자회사인 중앙방송을 통해 유료 방송 QtV HD(현 jTBC2), j골프 HD(현 jTBC GOLF) 등을 운영하였고, 지면을 통해 TBC에 대한 기획 기사를 수차례 게재하였다.
2009년 7월 22일에 여러 차례 논란 끝에 종합편성채널에 법적 근거를 부여하는 방송법 개정안이 당시 여당인 한나라당의 단독 강행 처리로 국회를 통과했는데, 이는 야당과 시민사회단체로부터 "날치기"라고 비판 받고, 일사부재의의 원칙 위배 논란이 불거졌다. 이후 2010년 11월 30일에 종합편성채널의 신청서 접수가 시작되었을 때, 중앙일보 측은 동양방송의 영문 약칭이었던 "TBC"라는 이름으로 신청을 시도하려 했으나, 해당 약칭을 1990년대부터 대구경북 지역의 SBS 계열 지역민영방송사인 TBC(Taegu Broadcasting Corporation, 대구방송)가 선점하여 jTBC(소문자 j)라는 이름으로 신청서를 제출하였다. 이후 중앙그룹 측은 j를 뺀 TBC 상표를 사용하고자 해당 상표를 보유한 TBC와 여러번 접촉했으나, 결국 TBC 측의 거절로 실패했다.
2010년 12월 31일에 종합편성 방송채널사업자로 선정된 이후, 2011년 3월 21일에 법인이 설립되어 같은 해 개국을 앞두고 로마자 표기를 고쳐 jTBC(대문자 J)로 12월 1일에 개국하였다.

### 호평과 막대한 투자
2012년 6월부터 2014년 FIFA 월드컵 아시아 지역 최종 예선 A조 중계방송을 시작으로 스포츠 중계방송을 개시하였으며, 2013년 WBC 중계권도 맡으며, 스포츠중계도 본격적으로 활성화하였다. 다만 독점 중계했다 경기 내용이나 성적이 저조해 광고 수익 등에서 손해를 보는 경우가 나오자 2010년대 중후반 들어선 스포츠 중계 횟수를 과거보다 좀 줄이는 모양새도 보이고 있다. 대신 JTBC 산하 스포츠 전문 케이블에서 스포츠 관련 중계를 하고 있다.
2013년 11월 15일, 방송통신위원회 전체회의에서 의결된 2012년도 방송평가에 따르면 JTBC는 SBS와 MBC를 제치고 지상파 포함 3위를 기록하는 기염을 토해냈으며, 2013년 말 조사한 여론조사에서도 방송 신뢰도가 지상파채널인 MBC와 SBS를 따돌렸다. 그러나 이러한 지상파급 막대한 투자를 하다보니 과유불급인지 2012년 영업손실은 1397억원으로 종합편성채널과 보도전문편성 사업자들 중 가장 높은 것으로 집계되었다. 그럼에도 제작비가 비교적 적게 드는 시사, 교양 프로에 치중하는 다른 종편사들에 비해 예능, 드라마, 스포츠 등 다양한 장르에 꾸준히 투자하는 모양새. 종합편성채널이란 원래 취지엔 가장 부합하는 포지션을 취하고 있다.
2013년 5월, 손석희 앵커를 보도부문사장으로 영입하고, 그를 JTBC 뉴스룸의 전신이었던 저녁 종합 뉴스 프로그램 JTBC 뉴스 9의 진행자로 내세워 보도부문에서도 호평을 받기 시작했다. 특히 2014년 세월호 침몰 사고 관련 보도와 2016년 박근혜-최순실 게이트 관련 보도를 기점으로 JTBC는 KBS조차 제치고 각종 여론조사의 방송사 뉴스 신뢰도/영향력 평가에서 압도적 수치로 1위를 차지하였다. 홍정도 사장의 2018년 신년사에 의하면 JTBC는 2017년 사상 처음 흑자의 폭을 기록하는 기염을 토해냈다고 한다.

### 올림픽과 FIFA 월드컵 중계권
국제올림픽위원회(IOC)가 2026년 동계 올림픽부터 2032년 하계 올림픽까지 총 4개 동·하계 올림픽에 대한 중계권 협약을 체결함에 따라, 국내 지상파 방송사들의 중계권 확보가 어려워질 가능성이 제기되고 있다. 이로 인해 시청자들의 '보편적 시청권'이 침해될 우려가 있으며, 특히 지상파 방송을 통해 올림픽을 시청해 온 일반 시청자들에게는 적지 않은 혼란을 초래할 수 있다는 지적이 나오고 있다.
실제로 종합편성채널인 JTBC가 지상파 3사(KBS, MBC, SBS)로 구성된 코리아풀(Korea Pool)보다 높은 금액을 제시하여 올림픽 중계권을 단독으로 확보한 바 있으며, 이로 인해 기존의 공영성과 보편성을 강조해 온 지상파 방송의 역할에 대한 논의도 제기되었다. 케이블 TV나 IPTV 등 유료 플랫폼에 가입하지 않은 시청자들이 올림픽과 같은 국제 스포츠 행사를 시청하지 못하는 상황이 발생할 수 있다는 점에서 시청권의 형평성 문제가 부각되고 있다.
이와 같은 상황은 방송사 간 경쟁 과열로 인한 매너리즘 현상뿐 아니라, 올림픽 중계권의 독점 발표가 예고 없이 이루어졌다는 점에서도 비판을 받고 있으며, 향후 중계권 정책에 대한 재검토가 필요하다는 목소리가 커지고 있다.
국제축구연맹(FIFA) 측의 결정에 따라, 2026년 및 2030년 FIFA 월드컵의 대한민국 내 독점 중계권은 JTBC가 확보하였다. 이로 인해 기존 지상파 3사(KBS, MBC, SBS)는 해당 대회에 대한 직접 중계가 불가능하게 되었다.

## 프로그램

### 방영 프로그램

#### 드라마
- JTBC 월화 드라마
- JTBC 수목 드라마
- JTBC 금토 드라마
- JTBC 토일 드라마
- JTBC 일일 드라마
- JTBC 주말 드라마

#### 예능
- 톡파원 25시
- 최강야구
- 이혼숙려캠프
- 아는 형님
- 대결! 팽봉팽봉
- 뭉쳐야 찬다 4
- 냉장고를 부탁해

#### 교양
- 사건반장
- TV정보쇼 알짜왕
- 시청자 의회
- 친절한 진료실
- 부부의 발견 배우자
- 한 번 더 리즈시절
- 사연 있는 쌀롱하우스
- 지킬 박사와 가이드
- 위대한 식탁
- 헬프미
- 다큐 초이스
- 중독자들
- 중독자들 어벤져스
- 최고의 처방 미라클 푸드
- 한문철의 블랙박스 리뷰
- 논/쟁
- 장르가 머니

#### 뉴스
- 아침&
- 이가혁 라이브
- JTBC 뉴스룸
- 이 시각 뉴스룸
- JTBC 뉴스특보

### 특징
- 본방송인 경우 화면 상단 왼쪽에 드라마는 본으로 써있고, 교양 · 예능 프로그램은 본방송으로 표시한다.[12]
- 보도 · 시사 · 토론 · 실황 중계 프로그램은 화면 오른쪽 상단에 LIVE로 표시된다.[13]
- 스페셜 다큐멘터리에서는 해외 걸작선 영상이 자주 편성되어 방송되고 있으나, 과거에 인기를 끌었던 프로그램이 다수 존재함에도 불구하고, OTT 및 온에어 저작권과 관련된 문제로 인해 일부 콘텐츠는 방송이 불가능한 경우도 발생하고 있다.

## CI

2011년 12월 1일부터 슬로건과 함께 새로운 CI(Corporate Identity)를 공개하였다. 해당 CI는 무지개의 다채로운 색상을 모티브로 제작되었으며, 이는 특정한 색상이나 편협한 시각에 얽매이지 않는 창조성과 다양성을 상징한다고 밝혔다. 또한, 영문 사명은 기존에 사용하던 "Jtbc" 대신 모두 대문자인 "JTBC"로 표기한다고 발표하였다. 다만 시각적 로고 디자인에서는 소문자 형태를 유지하고 있다.
2023년 7월부터 JTBC는 기존에 사용하던 무지개색 로고를 점차 사용하지 않기 시작하였다. 이는 브랜드 정체성의 일관성 유지와 다양한 매체 환경에의 적응을 위한 변화로 해석되며, 방송 콘텐츠나 플랫폼 특성에 맞춰 단색 계열 또는 흑백 기반의 로고가 주로 활용되고 있다. 무지개색 로고는 이후 상징적인 의미로 제한적으로만 사용되고 있으며, 공식 로고 디자인에서도 다채로운 색상은 더 이상 주요 요소로 적용되지 않고 있다.

## 역대 시청률 순위
| 순위 | 드라마          | 회차 | 닐슨코리아 전국 최고 시청률 | 케이블 채널 순위 | 방영일           | 방영 요일     |
| ---- | --------------- | ---- | --------------------------- | ---------------- | ---------------- | ------------- |
| 1    | 부부의 세계     | 16   | 28.371%                     | 1                | 2020년 5월 16일  | 금토 드라마   |
| 2    | 재벌집 막내아들 | 16   | 26.948%                     | 2                | 2022년 12월 25일 | 금토일 드라마 |
| 3    | SKY 캐슬        | 20   | 23.779%                     | 3                | 2019년 2월 1일   | 금토 드라마   |
| 4    | 닥터 차정숙     | 16   | 18.546%                     | 4                | 2023년 6월 4일   | 토일 드라마   |
| 5    | 이태원 클라쓰   | 16   | 16.548%                     | 5                | 2020년 3월 21일  | 금토 드라마   |
| 6    | 대행사          | 16   | 16.044%                     | 6                | 2023년 2월 26일  | 토일 드라마   |
| 7    | 킹더랜드        | 16   | 13.789%                     | 7                | 2023년 8월 6일   | 토일 드라마   |
| 8    | 옥씨부인전      | 16   | 13.575%                     | 8                | 2024년 11월 30일 | 토일 드라마   |
| 9    | 웰컴투 삼달리   | 16   | 12.399%                     | 9                | 2024년 1월 21일  | 토일 드라마   |
| 10   | 품위있는 그녀   | 20   | 12.065%                     | 10               | 2017년 8월 19일  | 금토 드라마   |

## 현황
| 주주                     | 소유 지분 |
| ------------------------ | --------- |
| 중앙홀딩스               | 25.01%    |
| 디와이홀딩스             | 6.52%     |
| 중앙일보                 | 4.99%     |
| 텔레비아사히             | 3.08%     |
| 워너 브라더스 디스커버리 | 2.63%     |
| S&T중공업                | 2.37%     |
| 성우하이텍               | 2.37%     |
| 성보문화재단             | 1.18%     |
| 대한제강                 | 1.18%     |
| 에이스침대               | 1.18%     |
| 한샘                     | 1.18%     |

- 중앙그룹이 최대주주로 25%의 지분을 소유하고 있으며, 중앙일보가 주요주주로 4.99%를 소유하고 있다. 여기에 홍석현의 사돈이 운영하고 있는 사실상의 특수관계인 성보문화재단의 1.18%를 합하면 31.17%가 된다. 때문에 방송법이 정한 종편의 1인 소유 규제 상한선 30%를 넘어선 것으로 보는 견해도 있다.[20][21]

## 외주 계열 회사
- NHK, TV 아사히
- CNN
- Channel 5
- Canal+

## 같이 보기
- 중앙그룹
- 중앙일보
- JTBC2
- JTBC GOLF&SPORTS
- JTBC4
- JTBC GOLF
- JTBC PLUS
- JTBC 어워즈